# Gartner Inc.
Gartner, Inc. je americká společnost zabývající se výzkumem a poradenstvím v oblasti IS/ICT technologií. Její ředitelství sídlí ve městě Stamford v Connecticutu ve Spojených státech amerických. Do roku 2001 vystupovala pod názvem Gartner Group, Inc.
Společnost byla založena v roce 1979 a v současnosti[kdy?] má více než 5 300 zaměstnanců ve více než 85 zemích světa.

## Historie
Společnost založil v roce 1979 Gideon Gartner.